# Al-Hilal Khartum
al-Hilal Physical Education Club Khartum (arabisch الهلال; auch als al-Hilal Omdurman bezeichnet) ist ein sudanesischer Sportverein aus Khartum, der vor allem für seine Fußballmannschaft bekannt ist. Gemeinsam mit den Ortsrivalen al-Merrikh Khartum und Al-Mourada SC wird die sudanesische Meisterschaft dominiert. al-Hilal hat bisher 29 Meistertitel errungen.

## Trainer
- Ilie Balaci (2016)
- Nasreddine Nabi (2013–2014)

## Erfolge

### National
- Sudanesischer Meister: 1962, 1964, 1965, 1966, 1967, 1974, 1981, 1983, 1984, 1985, 1986, 1987, 1988, 1989, 1991, 1994, 1995, 1996, 1998, 1999, 2003, 2004, 2005, 2006, 2007, 2017, 2018, 2022, 2024

- Sudanesischer Pokalsieger: 1977, 1993, 2000, 2004, 2009, 2011, 2016, 2022

### International
- CAF Champions League
  - Finalist: 1987, 1992

- Arabischer Pokal der Pokalsieger
  - Finalist: 2001